# Карлуш Белу
Карлуш Белу (порт. Carlos Filipe Ximenes Belo, нар. 3 лютого 1948) — єпископ римо-католицької церкви, який спільно з Жозе Рамушем-Орта отримав у 1996 році Нобелівську премію миру "за їхні зусилля по справедливому і мирному вирішенню конфлікту в Східному Тиморі. Є членом чернечого згромадження салезіан. Нагороджений португальським Орденом Свободи.

## Релігійне покликання
Карлуш Белу народився в селі Вайлакама, що ррзташоване на північному узбережжі Східного Тимору. Він був п'ятою дитиною в сім'ї шкільного вчителя Домінгуша Ваз Філіпе і його дружини Ермелінди Баптисти Філіпе. Через два роки після його народження його батько помер. Белу навчається в католицьких школах, а в 1968 році закінчує малу семінарію неподалік від столиці Ділі. З 1969 по 1981 роки (за винятком практичних занять в 1974-76 роках в Східному Тиморі і Аомині) Белу перебував в Португалії і Римі. Там він вивчав філософію і теологію, а в 1980 році був висвячений в сан священика. Перебуваючи в Європі, він також вступає в католицьку конгрегацію салезіан.

## Миротворча діяльність
У липні 1981 року Белу повертається в Східний Тимор. Він стає вчителем в салезіанському коледжі, де через 20 місяців стає директором. З 1983 році стає головою церкви Східного Тимору з прямим підпорядкуванням Папі Римському. Також Ватикан призначив його нунцієм в Джакарті. Уже через п'ять місяців після вступу на посаду він виступив з проповіддю, в якій висловив протест проти вбивств і арештів, що відбувалися тоді в Індонезії. Оскільки церква мала виключним правом зв'язку із зовнішнім світом, Белу скористався цією можливістю, щоб налагоджувати зарубіжні контакти всупереч індонезійській опозиції.
У 1988 році Белу стає єпископом. У лютому 1989 року він посилає письмові звернення на адресу президента Португалії, Папи Римського і генерального секретаря ООН. Він просить скликати референдум в рамках ООН з питання майбутнього статусу Східного Тимору і надання міжнародної допомоги народу. Зусилля єпископа Белу з досягненнюя миру стали визнані світовою громадськістю після його нагородження Нобелівською премією миру в грудні 1996 року (спільно з Рамушем-Орта).

## Відставка і нове призначення
20 травня 2002 Східний Тимор отримав незалежність від Індонезії. В цей же час під впливом великої напруги і погіршення здоров'я єпископ Белу подає у відставку з поста глави церкви Східного Тимору. Папа Іван Павло II приймає його відставку 26 листопада 2002 року.
Після цього він був направлений до Португалії для отримання медичного лікування. На початку 2004 року громадськість неодноразово закликала його повернутися в Східний Тимор і стати президентом країни. Однак в травні єпископ Белу заявляє по держтелебаченню Португалії, що не збирається балотуватися на головний пост держави.
У червні стає відомо, що самопочуття єпископа Белу пішло на поправку, і Ватикан направляє його в Мозамбік місіонером. У липні 2004 року він направляється в Мапуту, столицю цієї африканської держави. У тому ж році він був удостоєний звання почесного доктора у CEU Cardinal Herrera University.
У лютому 2011 року Белу отримав премію Lusophonic Personality Лісабонської Академії наук.